# 滿洲國行政區劃
1932年3月1日，滿洲國成立。滿洲國成立初期，地方行政制度分為由國務院民政部負責的省、縣制和國務院興安局負責的省、旗制兩個系統。省、縣制系統適用於滿洲國內以農業為主的大部分地區，省、旗制則適用於蒙古族聚居的西部游牧地區。除了上述提到的兩種制度外，滿洲國還實施過特別區制、特別市制等制度。
滿洲國省份數目最多時，全國共設有19省。中華民國政府在二戰後設立的東北九省為自滿洲國的行政區劃改編而來。

## 制度變動
滿洲國地方行政的最高管理機構前後進行過四次重大調整。在滿洲國成立早期時，國務院下設的民政部地方司是管理地方行政的最高機構。1937年（康德四年），原先的民政部被撤銷，新設隸屬於國務院的內務局，繼續管理原先民政部地方司等業務。1939年（康德六年）7月1日，內務局被撤銷，地方行政業務改由隸屬於總務廳的地方處負責。1945年（康德十二年）5月，滿洲國政府對總務廳進行調整，總務廳內的地方處、企劃處、統計處等部門合并，新設計劃局，對地方事務進行管理。
滿洲國將蒙古族聚居的游牧地區劃定為特殊行政地區，總稱為興安省。在1932年3月9日，滿洲國政府在國務院內設立興安局，并頒布了《興安局官制》，興安局除管理興安省內的事務之外，也可以處理奉天、吉林和黑龍江三省境內的蒙古族14個旗的事務。1932年8月3日，興安局改名為興安總署，不過管理內容無實質變化。1934年（康德元年）12月1日，興安總署改制為蒙政部，不再受各部大臣的節制。1937年（康德四年）7月1日，蒙政部被撤銷，新設隸屬於國務院的興安局，興安局是一個咨詢聯絡機關，只有在處理關於蒙地的特殊事務時各部門才需征求興安局的意見，各省與蒙地的行政也因此實現了統一。

## 特別市制及市制
滿洲國政府在1932年3月10日宣布以長春為首都，并改名為新京，在該年的8月17日，滿洲國政府公布了《特別市制》及《特別市官制》。次年4月19日，新京正式成為特別市；7月1日，哈爾濱也成為特別市。1937年7月1日，哈爾濱特別市改為普通市。
1936年（康德三年）4月1日，滿洲國政府公布《市制》及《市官制》，奉天、吉林和齊齊哈爾成為市。法令規定市為自治團體及法人，擁有對其所轄市民課稅的權力，受所轄省長和大臣的監督。在此之後，鞍山、撫順、遼陽、營口、鐵嶺、四平街、錦州、安東、佳木斯、牡丹江、本溪湖、阜新、海拉爾、滿洲里、公主嶺、通化、間島、扎賚諾爾等城市先後被設為市。滿洲國末期時，全國共有23個市。

## 特別區制
滿洲國成立時，東省特別區一切維持原狀，未有變動。1933年7月1日，東省特別區改名為北滿特別區。1934年3月23日，原先屬蘇聯所有的中東鐵路完全轉讓給滿洲國。次年1月1日，滿洲國政府宣布廢除北滿特別區，原先北滿特別區區域的土地除滿洲里市及海拉爾區域外，均被編入其鄰接縣旗及特別市。

## 行政區劃變動

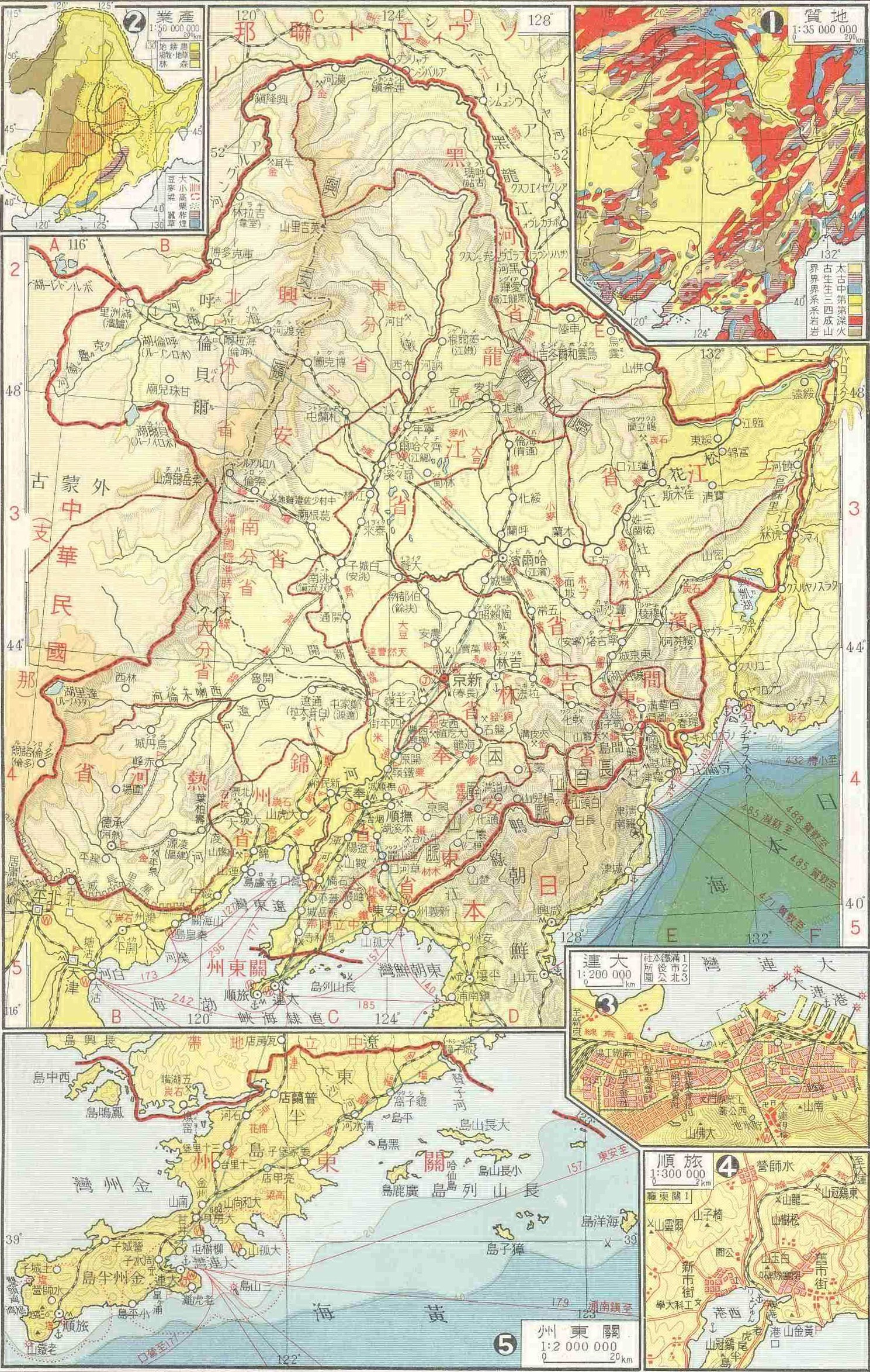
滿洲國地圖

滿洲國在成立早期，並未對過去沿襲的行政區劃進行大規模的調整，仍然維持黑龍江、吉林和奉天三省的行政區劃。《興安省官制》頒布後，滿洲國政府在西部蒙古族聚居地區設立興安省，下設興安北分省、興安南分省和興安東分省。與奉天、吉林和黑龍江不同的是，興安省沒有單獨的省公署駐地，也不設省公署，省公署的職能由國務院興安局負責。熱河被日本佔領後，日本將熱河省領土併入滿洲國；而滿洲國政府在1933年5月3日增設熱河省，又在熱河地區設立了興安西分省。
1934年（康德元年），滿洲國政府將原有的奉天、吉林、黑龍江、熱河東北四省改劃為奉天、吉林、龍江、熱河、濱江、錦州、安東、間島、三江、黑河十個省，新的行政區劃自該年12月1日起正式實行。興安省的四個分省也在這時改為興安北省、興安南省、興安東省、興安西省四個省份。在這次大規模的行政區劃重劃之後，又進行過數次小規模的改動。
1937年（康德四年）7月7日，滿洲國政府新設通化省和牡丹江省兩省。1939年（康德六年）6月27日，滿洲國政府新設北安省和東安省兩省。1941年（康德八年）7月1日，滿洲國政府新設四平省。至此滿洲國的省份數達到最多。1943年（康德十年）10月1日，滿洲國政府在牡丹江、間島、東安三省設置東滿總省，撤銷牡丹江省，保留間島省和東安省；興安四省再度被視作為一個整體，設立興安總省，下設興安北省、興東地區行署、興中地區行署、興南地區行署、興西地區行署。1945年（康德十二年）6月1日，東滿總省被撤銷，在舊東安省和牡丹江省的區域上設立東滿省。

## 政區簡表
以下是1940年的滿洲國政區簡表。
| 行政區劃   | 人口 (1940年普查) | 面積 (km²) | 人口密度 (人/km²) | 省都       |
| ---------- | ----------------- | ---------- | ----------------- | ---------- |
| 新京特別市 | 555,009           | 438        | 1,268             |            |
| 吉林省     | 5,608,922         | 83,207     | 67                | 吉林市     |
| 龍江省     | 2,093,500         | 68,028     | 31                | 齊齊哈爾市 |
| 北安省     | 2,318,957         | 76,183     | 30                | 北安縣     |
| 黑河省     | 149,887           | 118,899    | 1                 | 黑河       |
| 三江省     | 1,415,633         | 90,418     | 16                | 佳木斯市   |
| 東安省     | 512,240           | 41,397     | 12                | 密山縣     |
| 牡丹江省   | 688,424           | 32,975     | 21                | 牡丹江市   |
| 濱江省     | 4,234,206         | 63,860     | 66                | 哈爾濱市   |
| 間島省     | 848,197           | 30,134     | 28                | 延吉縣     |
| 通化省     | 982,387           | 31,705     | 31                | 通化縣     |
| 安東省     | 2,231,507         | 26,506     | 84                | 安東市     |
| 四平省     | 3,005,070         | 30,401     | 99                | 四平市     |
| 奉天省     | 7,565,599         | 49,632     | 152               | 奉天市     |
| 錦州省     | 4,317,822         | 40,162     | 108               | 錦州市     |
| 熱河省     | 4,553,228         | 103,062    | 44                | 承德縣     |
| 興安西省   | 763,701           | 73,934     | 10                | 開魯       |
| 興安南省   | 1,026,635         | 76,866     | 13                | 王爺廟     |
| 興安東省   | 199,530           | 109,107    | 2                 | 扎蘭屯     |
| 興安北省   | 132,426           | 156,230    | 1                 | 海拉爾市   |
| 滿洲國     | 43,202,880        | 1,303,143  | 33                |            |
| 關東州     | 1,367,334         | 3,462      | 395               | 大連市     |